# Олтхауз, Пол Ширер
Пол Ширер Олтхауз (англ. Paul Shearer Althouse; 2 декабря 1889, Рединг, штат Пенсильвания — 6 февраля 1954, Нью-Йорк) — американский певец (тенор) и музыкальный педагог.
Учился в Филадельфии у Перли Олдрича и в Нью-Йорке у Оскара Зенгера. Дебютировал в 1911 г. в партии Фауста. В 1913—1920 и 1934—1940 гг. солист Метрополитен Опера. Первый американский исполнитель партий Самозванца («Борис Годунов», 1913) и Тристана («Тристан и Изольда», 1920).
В дальнейшем преподавал; среди учеников Олтхауза, в частности, Астрид Варнай, Ричард Такер, Элинор Стибер, Мэри Хендерсон.